# Potomida
Genre
Potomida est un genre de mollusques bivalves d'eau douce de la famille des Unionidae.

## Répartition géographique
Le genre Potomida présente une répartition paléarctique
circumméditaréenne.
Ce genre de bivalve d'eau douce se rencontre ainsi dans les fleuves, les rivières et les lacs du Portugal,, 
d'Espagne,, de France,,, de Grèce,, de Turquie,,, d'Arménie, de Syrie, du Liban, d'Israël,, de Palestine, de Tunisie, d'Algérie et du Maroc.
Le genre Potomida était un genre de moule d'eau douce assez commun au Pléistocène non seulement dans son ère de répartition actuelle mais également en Angleterre, en Allemagne, dans les Balkans et dans le sud de la Russie.

## Description
La coquille est plutôt courte, ovale et robuste. La surface externe est lisse. Les umbones sont proéminentes mais pas aussi grandes que chez le genre Unio. Les deux dents cardinales sont courtes, perpendiculaires, épaisses et fortes. La dent cardinale intérieure est la plus grosse. La dent latérale est divergente vers le bord antérieur,.

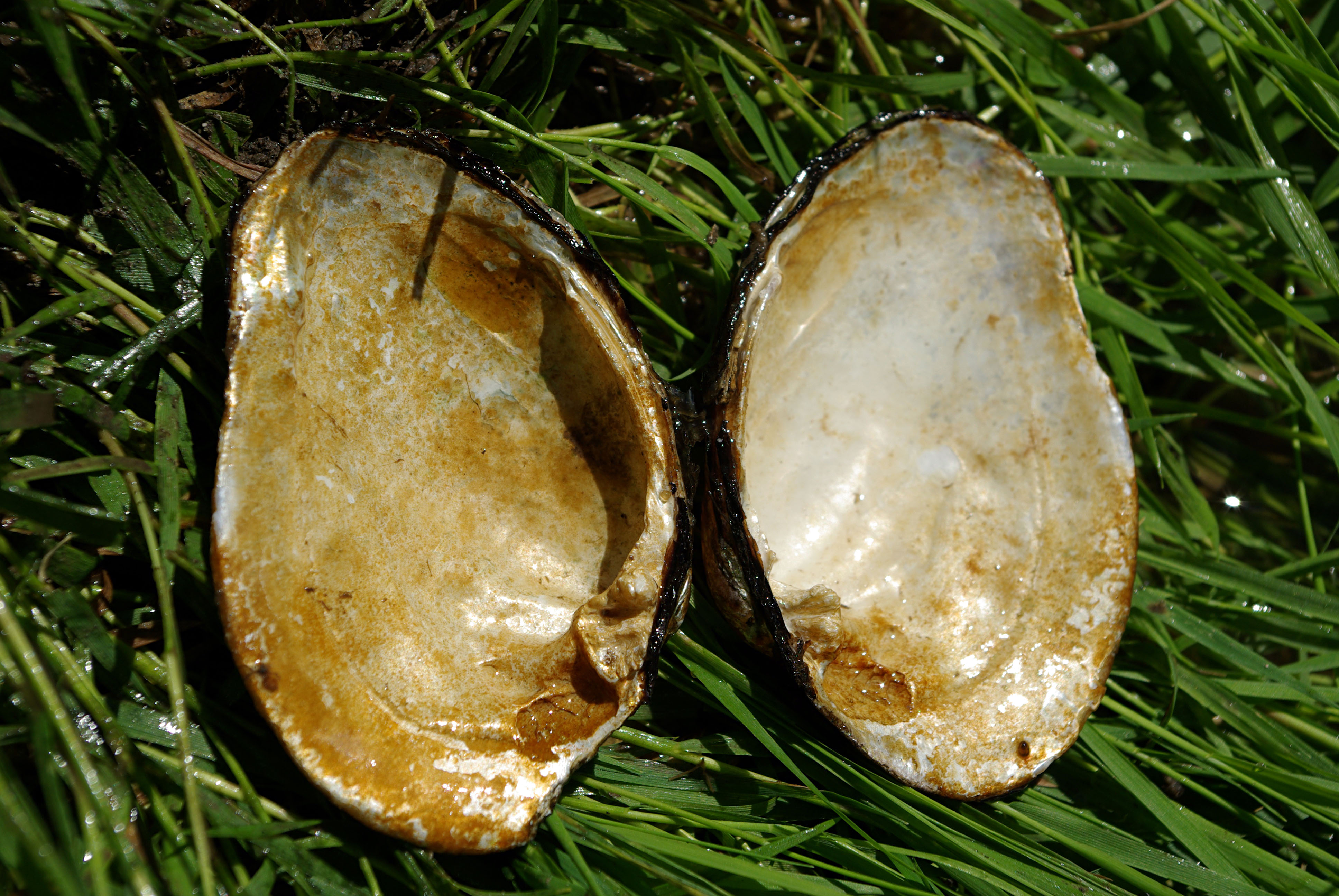
Vue des coquilles de Potomida littoralis

## Biotope et éthologie
Ce bivalve d'eau douce se rencontre dans les fleuves, les rivières et les lacs.
Comme la plupart des Unionidae, les espèces du genre Potomida présentent un stade de développement larvaire parasitique sous forme de glochidie. Les glochidies parasitent la peau, les branchies et les nageoires de poissons hôtes,.

## Systématique
Ce genre a été érigé par le zoologiste britannique William Swainson en 1840 avec pour espèce type Potomida corrugata synonyme de Potomida littoralis.
Une controverse taxonomique a proposé le remplacement du genre Potomida Swainson, 1840 par Psilunio Stefanescu 1896. Cette proposition a été réfutée et le genre Potomida conservé,,,.

### Publication originale
- Swainson, W. 1840. A treatise on malacology; or the natural classification of shells and shell-fish. Longman, Orme, Brown, Green, Longmans & Taylor, London, 419 pages, [281-282, 379]. (BHL)

### Liste des espèces
Selon le World Register of Marine Species :
- Potomida acarnanica (Kobelt, 1879)[15] - Grèce[2]
- Potomida littoralis (Cuvier, 1798) - Ouest de la méditéranée[2]
- Potomida semirugata (Lamarck, 1819)[4] - Est de la méditéranée[2]